# Бризгун Костянтин Іванович
Костянтин (Кость) Іванович Бризгун (14.12.1892, с. Бриків на Волині, тепер Тернопільської обл. — 10.02.1986, Торонто) — український громадський і військовий діяч, лікар, просвітянин. Полковий лікар (санітарний сотник) 1-го Українського козацького ім. гетьмана Б. Хмельницького полку (з 11.04.1917), голова «Просвіти» в Братиславі (ЧСР, 1930-ті).
Народився в багатодітній родині дворянина Івана Брезгунова. Навчався в Острозькій гімназії. Заробляв лекціями та працею в бібліотеці, диригував струнним оркестром, співав у церковному хорі. Після гімназії переїхав у Сибір до брата, вступив на медичний факультет Томського університету. Активний член Української студентської громади Томського університету.
Делегат 1-го Всеукраїнського військового з'їзду. 26 липня 1917 р. вирушив із другим ешелоном Богданівського полку на фронт. Став свідком та учасником трагедії на ст. Пост-Волинський, коли росіяни розстріляли ешелони богданівців. Надавав допомогу пораненим.
У 1918 р. у складі місії Українського Червоного Хреста виїхав до Німеччини опікуватися українськими полоненими. З часом перебрався до ЧСР. Працював лікарем міністерства народної оборони, спочатку в шпиталі в Мукачеві, а тоді в Гуменному. Звідти переїхав до Братислави, де нострифікував диплом, відкрив канцелярію і продовжив працю військового лікаря. У Братиславі очолював комітет допомоги незаможним студентам.
У 1939 р. виїхав до Карпатської України. Працював повітовим лікарем у м. Дубовому біля Тячева, де заарештований мадярами. Після полону повернувся в Братиславу до дружини Людмили і дочок Лесі та Оксани. У 1944 р. сім'я виїхала до Німеччини, а 1949-го — до Канади. Багаторічний член Союзу колишніх українських вояків. Колекціонер стрічок і відзнак.
У боротьбі за волю України загинув Костянтинів брат, Михайло Бризгун, хорунжий 4-ї Київської дивізії Армії УНР. Він поліг на Поділлі під с. Сорокодубами в бою з будьонівцями. Про його смерть повідомив сотник 4-ї Київської дивізії Петро Ващенко. Він писав: «В. Ш. Пане Лікарь. (…) З Вашим братом Михайлом я служив в російській, а потім в українській армії вкупі (аж. — Ред.) до його смерти. В червні місяці (правильно: 6 липня. — Ред.) 1920 року в бою з большевицькою кіннотою під селом Сорокодуби Старокостянтинівського повіту Ваш брат Михайло був забитий».